# Stanisław Szeptycki
Stanisław Maria Jan Szeptycki (Prylbytschi, 3 novembre 1867 – Powiat Krośnieński, 9 ottobre 1950) è stato un generale e politico polacco.

## Biografia
Szeptycki nacque in Galizia, allora appartenente all'Impero austro-ungarico. Era figlio del conte Jan Kanty Szeptycki, un deputato del Parlamento austriaco. La madre era Sofia Fredro, figlia del noto commediografo e poeta Aleksander Fredro. 
Era fratello di Andrej Szeptycki, Metropolita della Chiesa greco-cattolica ucraina.
Il giovane conte entrò nell'esercito comune austro-ungarico e studiò artiglieria presso l'Accedemia tecnica-militare imperiale di Vienna. Dopo numerosi cambiamenti, dal 1911 al 1914 egli fu Addetto militare austriaco a Roma. Qui divenne, da colonnello, generale di Stato maggiore. Nel 1914 egli passò nella Legione polacca, ove assunse il comendo della III brigata. Dal novembre 1916 fu comandante delle legioni, che il 19 settembre 1916 furono incorporate nel neocostituito Corpo ausiliario polacco. Il morale delle truppe era basso a causa delle dicerie sulla sottomissione alla direzione suprema degli eserciti e Szeptycki dovette intervenire duramente per mantenere la disciplina. Il Corpo all'inizio rimase ancora sotto il Comando supremo austro-ungarico e il 9 luglio 1917 dovette prestare giuramento alla fratellanza militare con gli eserciti degli Imperi centrali. Con il suo viaggio verso Carsavia per celebrare il giuramento dei Corpi, Szeptycki apprese del rifiuto della cerimonia come conseguenza della crisi del giuramento.
Fino al febbraio 1918 Szeptycki fu quindi inviato a Lublino come Governatore generale.
Da giugno fino a ottobre 1918 comandò l'85º Reggimento di fanteria " Lemberg" n. 85. Nel novembre 1918 egli entrò nelle neofondate Forze armate polacche e prese il posto di Tadeusz Rozwadowski come Capo di Stato Maggiore, carica che mantenne fino al marzo del 1919. Il 4 novembre il Consiglio di Reggenza di Varsavia nominò il generale di divisione Szeptycki comandante di tutte le Forze armate polacche nell'ex territorio austro-ungarico e nella parte della Galizia sotto il controllo polacco.
Durante la guerra sovietico-polacca Szeptycki comandò il fronte settentrionale polacco come la quarta armata polacca. All'inizio di agosto 1919 condusse l'attacco vittorioso contro Minsk, durante il quale ebbe come subordinati Władysław Anders e Stefan Mokrzecki. Successivamente fu sollevato dal suo comando a causa delle divergenze di vedute con Józef Piłsudski.
Szeptycki si unì quindi al movimento Democrazia Nazionale e si trovò spesso in contrasto con la politica di Piłsudski. Da giugno a dicembre 1923 fece parte del governo di coalizione di Wincenty Witos come Ministro degli Affari Militari (Minister spraw wojskowych); in quel periodo sfidò a duello Piłsudski ma la sfida fu poi lasciata cadere da entrambi, poiché secondo il codice di onore una persona di un certo rango non poteva sfidarne una di rango superiore. Dopo il riuscito colpo di Stato di maggio di Piłsudskis del 1926, Szeptycki fu sollevato dai suoi incarichi. Egli si ritirò quindi nelle sue proprietà presso Korczyna.
Dopo la seconda guerra mondiale diresse fino al 1950 la Croce Rossa polacca. Per rispetto alle sue imprese nelle battaglie di liberazione della Polonia Szeptycki fu accettato dal Governo socialista polacco, consentendogli di risiedere a Korczyna fino alla sua morte.